# Ju större kors, ju bättre kristen
Ju större kors, ju bättre kristen är en tysk psalm av Benjamin Schmolck med titelraden Je grösser Kreuz, je näher Himmel. Den publicerades först i Schmolcks Andächtige Hertze 1714 (eller 1715) och översattes av Johan Åström 1814 till en psalm med titelraden Ju större kors, ju bättre kristen. Psalmen översattes på nytt av Carl Axel Torén 1889 och bearbetades småningom ytterligare av Johan Alfred Eklund. Den versionen hade nio verser, bland annat en ny första vers, vars titelrad i direkt anslutning till originaltexten blev Ju större kors, dess närmre himmel, men den versen togs bort vid publiceringen i 1937 års psalmbok och Eklunds namn återfinns inte längre bland upphovsmännen. Första versen publicerades där i Toréns översättning, medan det övriga hämtades från Åströms text.
|  |
|  |

- Vers 1 i 1819 års version, psalm 235:

Ju större kors, ju bättre kristen:
I elden guldet luttrat är;
I nödens degel syndabristen
Sig dagligt mer och mer förtär
Och härlig dygdens blomma står,
Befuktad utav sorgens tår.
- Vers 2 efter Eklunds bearbetning i 1921 års version, psalm 599:

Ju större kors, dess bättre kristen:
Som guld ur degeln renat går;
Så ock i lidandet och bristen
Vår tro alltmer sin luttring får
Till dess hon glad bekänna kan,
Den Herren älskar agar han.
- Vers 1 i Toréns översättning i 1937 års version, psalm 364

Ju större kors, ju bättre kristen.
Som guld ur degeln renat går,
Så ock i lidandet och bristen
Vår tro alltmer sin luttring får,
Till dess hon glad bekänna kan:,
Den Herren älskar agar han.
Melodin är en tonsättning av förmodat svenskt ursprung med okänd tidpunkt, som enligt Koralbok för Nya psalmer, 1921 också är samma melodi som används till psalmen Mitt öga, spar nu dina tårar (1819 nr 241).

## Publicerad som
- Nr 235  i 1819 års psalmbok med sex verser under rubriken "I allmänhet: Förhållandet till Gud: Tålamod och tröst av Guds godhet under korset och bedrövelsen".
- Nr 599  i Nya psalmer 1921, tillägget till 1819 års psalmbok med nio verser och titelraden Ju större kors, dess närmre himmel, under rubriken "Det Kristliga Troslivet: Troslivet hos den enskilda människan: Trons prövning under frestelser och lidanden".
- Nr 364  i 1937 års psalmbok åter med sex verser under rubriken "Trons prövning under frestelser och lidanden".